# Dream Team (braqueurs)
Pour les articles homonymes, voir Dream Team (homonymie).
La Dream Team est le surnom d'une équipe supposée de braqueurs chevronnés des années 1990. C'est Daniel Bellanger, un de ses membres supposés qui aurait trouvé ce surnom en 2000, en hommage à la célèbre équipe américaine de basket-ball qui a dominé les Jeux olympiques de Barcelone en 1992. Un film est en préparation[Quand ?] sur la saga de la Dream Team, long métrage produit par Avalanche Productions, une société de production ayant produit le film Go Fast.

## Composition de l'équipe supposée
- Daniel Bellanger, né en 1957 à Limoges, dit « le Grand Daniel »
- Christian Oraison, né le 12 juillet 1955 à Manosque, dit « le Grand Blond » - abattu le 3 août 2008 à Manosque[2]
- Michel Crutel, né le 24 avril 1955 à Drancy, dit « le Militaire » - tué le 21 mai 1999[3] en Espagne lors d'un échange de coups de feu avec des dealers de drogue[4].
- Daniel Merlini, né en 1959 à Marseille, dit « le Petit »
- Karim Maloum, né en 1953 à Paris[5], dit «le Gros»
- Jean-Jacques Naudo, né en 1959 à Perpignan, dit « la Fripouille »
- Bruno Celini, né le 13 octobre 1953 à Villejuif, dit « Nono », décédé le 14 janvier 2014[6] à Paris[7].
- Gérard Allain, né en 1947 à Paris, dit « Citron »
- Antonio Santoro, italien dit « le Banquier »

D'après un rapport de la police française, l'équipe s'organisait autour de trois chefs, à savoir Daniel Bellanger, Christian Oraison et Michel Crutel, tous fichés au grand banditisme, de « soldats », confinés aux tâches opérationnelles, et d'un financier pour le blanchiment d'argent.

## Parcours criminel

### L'attaque de l'airbus à Perpignan
Le 13 août 1996, un Airbus A320 en provenance de Paris atterrit à l'aéroport de Perpignan. Alors qu'il roule sur le tarmac, trois voitures noires vitres teintées s'arrêtent devant l'avion et des hommes cagoulés tirent en l'air à l'arme automatiques. Deux braqueurs déploient ensuite une banderole à l'adresse du commandant de bord « C'est un hold-up, coupe le moteur et ouvre la soute ». Il obéit. Les braqueurs s'exécutent et repartent avec deux gros sacs de plusieurs kilos, pris dans la soute. Montant du butin, près de 4 millions de francs pour une opération de 2 minutes trente. La police découvrira plus tard les voitures utilisées par les braqueurs abandonnées dans un parking à Argelès-sur-Mer. Lors des investigations, plusieurs prélèvements ADN seront pris sur une cigarette et une casquette abandonnées dans l'une des voitures. Jean-Jacques Naudo, un des membres présumés de l'équipe sera mis en examen pour cette affaire en mars 2010, mais laissé en liberté. Ce braquage est imputé officiellement à la Dream Team par des rapports policiers et de magistrats. Cependant, aucune preuve n'accusera le reste de l'équipe.

### Une série d'attaques réussies
Le 18 décembre 1996, un fourgon de transport de fonds de la société Ardial est pris d'assaut par des hommes armés vêtus d'un uniforme militaire à Limoges. Aucun coup de feu tiré, les braqueurs repartent avec 1,6 million de francs. La police est persuadée que c'est la Dream Team qui fait le coup, mais aucun de ses membres ne sera inquiété judiciairement.
Le 23 décembre 1996, c'est un dépôt de fonds qui est attaqué à Créteil, mais l'attaque est avortée. Le 26 mai 1997, un autre dépôt de fonds est braqué à Courbevoie pour 9 millions de francs. Des traces ADN sont retrouvées sur une cagoule abandonnée dans la cabine d'un camion toupie ayant servi à coincer le fourgon. Elles permettront d'identifier Gérard Allain. Enfin, un autre dépôt de fonds est attaqué et pillé le 6 décembre 1997 à Vert-le-Grand. Aucune preuve ne permet de dire officiellement que la Dream Team est derrière toutes ces attaques.

### Braquages ratés et exil
Le 7 mars 1998, des braqueurs tentent d'attaquer un fourgon de la Brink's sur l'aéroport d'Orly, mais le chauffeur du fourgon réussit à s'extirper des pistes[pas clair] sans dommage. Les surveillances d'une équipe de malfaiteurs indiquent que deux numismates belges projettent de rentrer en Belgique avec trois millions de francs en octobre 1998. Trois membres supposés de la Dream Team braquent, à l'aide d'une arme, les deux collectionneurs sur le quai de la Gare du Nord et s'emparent de la mallette qui contient les trois millions de francs. Cependant, ils étaient surveillés par la Brigade de répression du banditisme, qui interpelle Maloum, Allain et Merlini le jour même dans une planque à Paris, en possession de la mallette volée. Maloum et Merlini seront initialement relâchés pour vice de forme procédurale au début de l'année 2000. Allain, dont l'ADN a révélé sa participation au braquage de Courbevoie, restera en prison. Quant à Michel Crutel, l'un des membres supposés les plus importants du groupe, il est parvenu à s'échapper de la planque. Les prélèvements ADN confirmeront qu'il y était présent. Les autres membres, se sachant recherchés, décident de quitter la France pour l'Espagne.
Pour cette affaire, Maloum, Merlini et Allain seront condamnés à six ans de prison en 2004. Pour Merlini et Maloum, cette peine sera confondue avec la condamnation pour le braquage de Gentilly.

### Apogée et fin de la Dream Team
L'arrivée en Espagne de certains membres supposés de cette équipe de braqueurs incite la police française à adresser une synthèse détaillée à leurs homologues espagnols. Ces derniers ne tardent pas à entendre parler d'eux. Le 21 mai 1999, à Algesiras près du détroit de Gibraltar, une fourgonnette volée en France quelques semaines plus tôt fonce vers un entrepôt gardé par des hommes en armes. Ces derniers mitraillent la fourgonnette qui fait demi-tour en direction de l'hôpital local. Un blessé grave est abandonné aux urgences par ses complices, il s'agit de Michel Crutel. Crutel et ses complices, qui n'ont jamais été identifiés, voulaient faire main basse sur près de 300 kilos de haschich entreposés là.
Le 30 août 1999, plusieurs hommes vêtus de noir et cagoulés s'attaquent à un fourgon blindé à Malaga. Les braqueurs s'emparent de 540 millions de pesetas, soit près de 20 millions de francs, et prennent la fuite avant l'arrivée de la police. La police espagnole soupçonne la Dream Team française. Elle retrouve les véhicules volés qui ont servi à l'attaque, et trouve une bâche qui aurait servi d'abri aux assaillants. Après recoupements, les polices française et espagnole font le lien entre le matériel retrouvé dans la fourgonnette, qui a servi au transport de Crutel à l'hôpital, et cette bâche : tout cela a été réglé en liquide au même magasin Leroy Merlin de Malaga. Les complices de Crutel pour l'attaque du dépôt de haschich seraient donc les mêmes qui ont braqué le fourgon, la police en fait l'hypothèse.
Le 26 décembre 2000, une équipe d'une dizaine de braqueurs cagoulés braquent à l'explosif un fourgon blindé de la Brink's à Gentilly, en région parisienne. Montant du butin, 42 millions de francs. Le coup parfait, en apparence seulement, car grâce aux informations sur le lieu de la planque qu'a fourni Thierry Saman qui s'occupait de la logistique des braqueurs, la police réussit à interpeler une partie des braqueurs dans un pavillon de Paray-Vieille-Poste, le lendemain de l'attaque. Parmi eux, Karim Maloum, Daniel Merlini, Bruno Celini et Jean-Jacques Naudo, quatre membres supposés de la Dream Team. Le 30 décembre 2000, Bellanger et Oraison sont arrêtés à leur tour à Barcelone par la police espagnole. Ils sont soupçonnés grâce aux écoutes téléphoniques d'avoir organisé le braquage de Malaga, et d'avoir évoqué celui de Gentilly.
Daniel Bellanger et Christian Oraison sont extradés en France début 2002. Ils sont relâchés aussitôt, mais restent sous contrôle judiciaire jusqu'au procès. Le reste de la bande, arrêté le lendemain du braquage de Gentilly, passera six ans en détention provisoire. Le procès de cette attaque à l'explosif d'un fourgon blindé a lieu en décembre 2006. Maloum, Naudo et Celini y sont condamnés à treize ans de prison ferme. Merlini est lui condamné à douze ans. Bellanger et Oraison sont acquittés. Maloum, Naudo et Celini seront libérés fin 2008 sous contrôle judiciaire. Merlini sera également libéré sous contrôle judiciaire fin 2009. Maloum, rattrapé par son passé, doit partir en cavale, ayant selon son témoignage déjà réchappé à deux tentatives d'assassinat.
L'équipe supposée connait alors plusieurs revers. Christian Oraison est abattu à Manosque en août 2008 à la suite d'un règlement de comptes peut-être lié au trafic de machines à sous. Gérard Allain est interpellé à Stains en juillet 2009, alors qu'il s'apprêtait à monter au braquage d'une poste de la ville.
Daniel Bellanger, le chef du groupe, qui a réussi à ne jamais être identifié sur les braquages imputés à l'équipe, tombe en février 2010 pour une affaire de trafic de drogue international. Daniel Merlini, supposé mêlé au milieu corse des machines à sous, est lui abattu le 17 mars 2010 à Meyrargues, dans les environs de Marseille. Karim Maloum est placé en détention provisoire le 6 juillet 2012 dans le cadre d'une affaire de racket.
Enfin, en 2020, Daniel Bellanger est condamné à sept ans de prison par les assises du Puy-de-Dôme pour le braquage d'un distributeur de billets commis en 2015 à La Monnerie-le-Montel.